# Burkina Faso
Burkina Faso je država u zapadnoj Africi bez izlaza na more. Graniči s Malijem na zapadu i sjeveru, Nigerom na istoku te Togom, Beninom, Ganom i Bjelokosnom Obalom na jugu. Do 1984. zvala se Gornja Volta po rijekama Crnoj, Bijeloj i Crvenoj Volti (danas Mouhoun, Nakambé i Nazinon) koje protječu kroz zemlju. Sadašnje ime na najzastupljenijim domaćim jezicima Mossi i Dioula znači "zemlja poštenih ljudi".
Burkina Faso je među najsiromašnijim zemljama svijeta. Velik broj stanovnika Burkine bio je zaposlen u njenim južnim susjedima, osobito u Bjelokosnoj Obali, ali njihova je prisutnost pridonijela političkoj nestabilnosti krajem devedesetih. Gospodarstvo se temelji na izvozu pamuka i doznakama iz inozemstva. BDP je u 2004. bio oko 1100 USD po stanovniku, mjereno po PPP-u. Zemlju je do neovisnosti doveo Maurice Yaméogo.

## Povijest
Područje današnje Burkine Faso naseljeno je bilo od 14000. g. do 5000. g. pr. Kr. plemenima lovaca-sakupljača, a ostatci njihovih alata i oružja za lov pronašao je u sjeverozapadnom dijelu države 1973. g. istraživač Simran Nijjar. Naselja zemljoradnika datiraju iz vremena 3600. g. i 2600. g. pr. Kr., a istraživanja pokazuju da su to bila stalna naselja. Upotreba željeza, keramike i ukrašenog drva razvila se između 1500. g. i 1000. g. pr. Kr., u isto vrijeme kada i zanimanje za duhovne teme što pokazuju ostaci grobova.
Ostatci etničke grupe Dogona nađeni su na sjeveru i sjeverozapadu zemlje, a smatra se da su područje napustili između 15. i 17. stoljeća. U središnjem dijelu današnje države nalazila su se brojna kraljevstva naroda Mossi, od kojih su najmoćnija bila Wagadogo (Ouagadougou) i Yatenga, nastala najvjerojatnije sredinom 16. stoljeća.
Područje je bilo interes francuskih i engleskih kolonijalnih osvajača. Francuzi su osvojili kraljevstvo Ouagadougou 1896. i ono je postalo francuski protektorat, a područja zapadno i istočno su došla pod francusku kontrolu 1897. nakon borbi i potiskivanja vojske Samori Turea. Do 1898. područje današnje Burkine Faso bilo je nominalno pod kontrolom francuza, iako su mnoga manja područja bila nesigurna. Sporazumom od 14. lipnja 1898. francuzi i englezi su povukli granice kolonija i tako prekinule povremene sukobe. Francuzi se još sljedeći pet godina ratovali protiv lokalnih vladara na tom području. Godine 1904. g. područje porječja rijeke Volte priključeno je koloniji Gornji Senegal i Niger, nastaloj reorganizacijom kolonija u sklopu Francuske Zapadne Afrike. Središte kolonije je postao Bamako.  
Unovačeni vojnici s toga područja sudjelovali su na europskoj fronti u prvom svjetskom ratu. Između 1915. i 1916. na zapadnom području današnje Burkine Faso i graničnim istočnim dijelovima današnjeg Malija nastao je protukolonijalni vojni ustanak (Volta-Bani rat) koji su francuzi ugušili tek nakon što su poslali najveću vojnu ekspediciju u svojoj povijesti.
Francuska Gornja Volta osnovana je 1. ožujka 1919. g. zbog bojazni od ponovnog oružanog ustanka (zbog lošeg ekonomskog stanja), te je tako današnja Burkina Faso odvojena od Gornjeg Senegala i Nigera. Gornja Volta dana 5. rujna 1932. zbog neuspjeha ekonomskih reformi podijeljena je između Bjelokosne Obale, Francuskog Sudana i Nigera. Nakon drugog svjetskog rata ova odluka je poništena, te je 4. rujna 1947. ponovno zaživjela u svojim starim granicama, kao dio Francuske Unije. Dana 11. prosinca 1958. kolonija je stekla samoupravu i osnovana je Republika Gornja Volta, a potpuno neovisnost je postigla 1960. g. Država je preimenovana 4. kolovoza 1984. g.

## Politička podjela
Burkina Faso je podijeljena u 13 regija, 44 pokrajine i 301 departman. Regije su:
- Boucle du Mouhoun
- Cascades
- Centralna regija
- Centralno-istočna regija
- Centralno-južna regija
- Centralno-sjeverna regija
- Centralno-zapadna regija
- Hauts-Bassins
- Istočna regija
- Jugozapadna regija
- Plato-centralna regija
- Sahel
- Sjeverna regija

## Stanovništvo

### Religija
60% stanovnika Burkine Faso prakticira Islam. Postoji i velika kršćanska zajednica, te ona čini 23% stanovništva. U afričke tradicionalne religije vjeruje 15% stanovništva. 1% Burkinaca se izjašnjava da nema religiju, a ostali čine 1% stanovništva.

## Zemljopis
Burkina Faso je se prostire u srcu ravna siromašna Sahela na rubu Sahare. Graniči sa šest država. Nalazi se između pustinje Sahare i Gvinejskog zaljeva, južno od rijeke Niger. Južni dio zemlje je zelen prekriven šumama i voćnjacima, dok je sjever prekriven pustinjom. Većina središnje Burkine Faso leži na platou savane na nadmorskoj visini od 198 do 305 metara, s poljima, grmljem i raštrkanim stablima. 
Država ima ukupnu površinu od 274.200 km², od čega je 273.800 km² kopno a 400 km² voda. Za usporedbu, veća je od Ujedinjenog Kraljevstva, a manja od Italije. Ima ukupno 3193 km granice od tog s Beninom 306 km, Obalom Bjelokosti 584 km, Ganom 549 km, Malijem 1000 km, Nigerom 628 km i Togom 126 km.

## Ekonomija
Burkina Faso ima jedan od najmanjih BDP po stanovniku u svijetu. Poljoprivredom se bavi oko 80% radne snage, uglavnom stočarstvom, dok na jugu i jugozapadu zemlje uzgajaju se kulture riže, pamuka, kikirikija. Zbog velike nezaposlenosti brojno stanovništvo iseljava iz zemlje, te se npr. smatra da je u Bjelokosnu Obalu iselilo i živi oko tri mlijuna stanovnika.
U zemlji postoje i rudnici bakra, željeza, mangana i zlata.

## Promet
Burkina Faso ima dvije međunarodne zračne luke kod gradova Ouagadougou i Bobo-Dioulasso, te brojna manje zračne luke. U Burkini Faso izgrađeno je ukupno 622 km željezničke pruge koja polazi od grada Kaya i povezuje gradove Bobo-Dioulasso i Ouagadougou u Burkini Faso s lukom Abidjan u Obali Bjelokosti. 